# 828. pr. Kr.
◄ | 10. stoljeće pr. Kr. | 9. stoljeće pr. Kr. | 8. stoljeće pr. Kr. | ►
◄ | 850-ih pr. Kr. | 840-ih pr. Kr. | 830-ih pr. Kr. | 820-ih pr. Kr. | 810-ih pr. Kr. | 800-ih pr. Kr. | 790-ih pr. Kr. | ►
◄◄ | ◄ | 831. pr. Kr. | 830. pr. Kr. | 829. pr. Kr. | 828 pr. Kr. | 827. pr. Kr. | 826. pr. Kr. | 825. pr. Kr. | ► | ►►
Astronomija

## Događaji
- U Kini je s prijestolja svrgnut tiranin Ivang, kojeg nasljeđuje Hsunvang. Hsunvang se uspješno borio protiv nadiranja barbara sa sjevera ali nije uspio spriječiti pogoršanje unutrašnje krize.